# Tony Gaffney
Pour les articles homonymes, voir Gaffney.
Anthony Joseph "Tony" Gaffney Jr, né le 14 novembre 1984 à Boston au Massachusetts, est un joueur américain de basket-ball.

## Palmarès
- Championnat d'Israël (1) :
  - Vainqueur : 2015.